# Casa Vanoni
La Casa Vanoni è un edificio storico di Milano situato in via Spadari al civico 7.

## Storia
Il palazzo venne eretto tra il 1907 e il 1908 secondo il progetto dell'architetto Achille Manfredini.

## Descrizione
L'edificio, che sorge in via Spadari in un lotto compreso tra la Casa Ferrario e la Casa Giovini nel centro di Milano, si sviluppa su quattro livelli fuori terra più un piano mansardato. La facciata, in vigoroso stile liberty, è caratterizzata dalla presenza di elementi portanti in ferro al primo piano e al pian terreno, i quali evidenziano la logica linearità della composizione, scandita in tre parti da un ordine gigante di pilastri. L'elaborato apparato decorativo include cornici, parapetti in ferro battuto e mensole. Il prospetto culmina con un cornicione sormontato da un frontone curvilineo nei quali sono inserite delle teste leonine. Delle teste di drago ornano invece le cornici delle aperture centrali del terzo piano, affacciate su un lungo balcone ornato da un parapetto in ferro battuto capace di dare leggerezza alla facciata.

## Galleria d'immagini

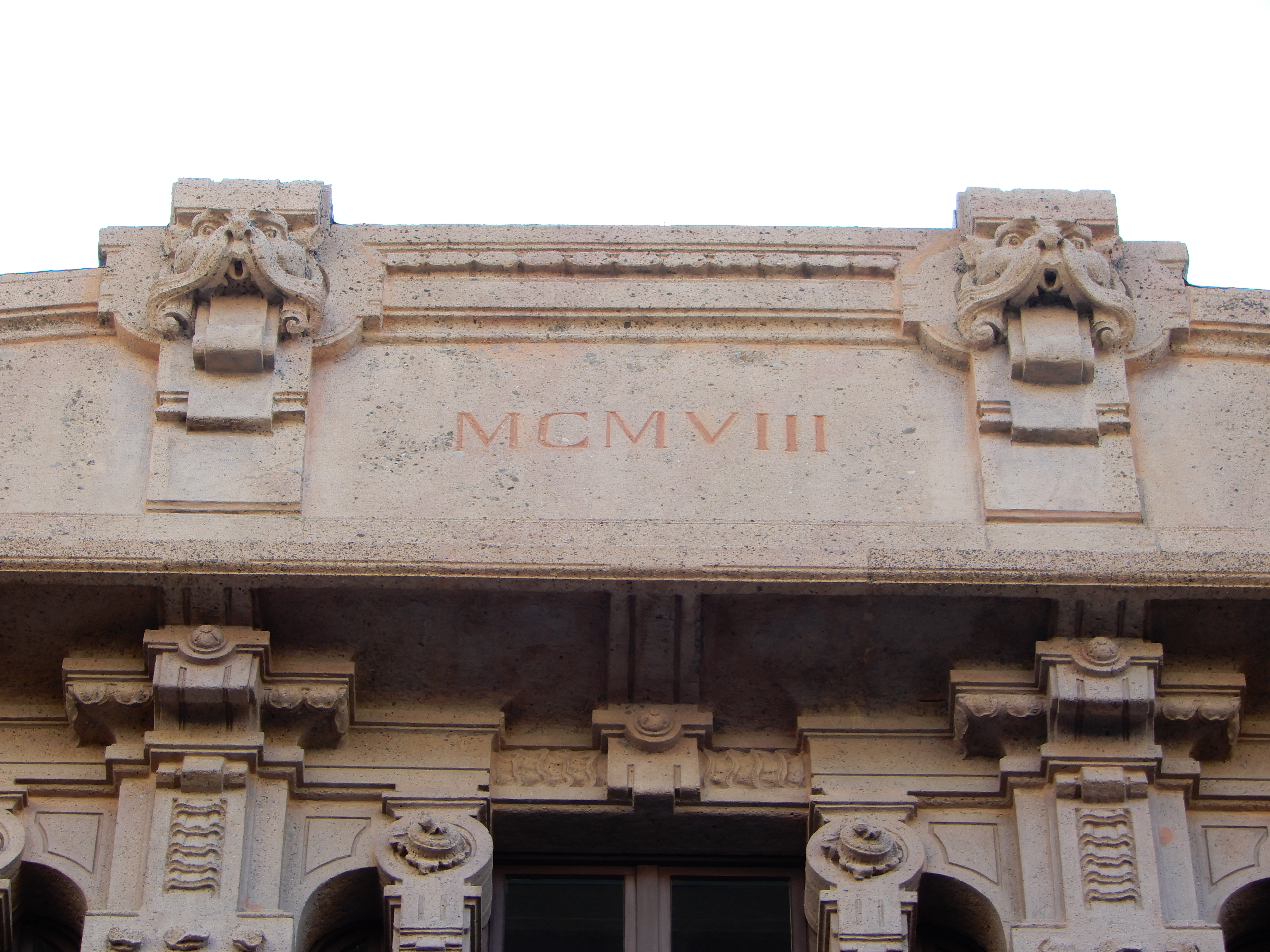
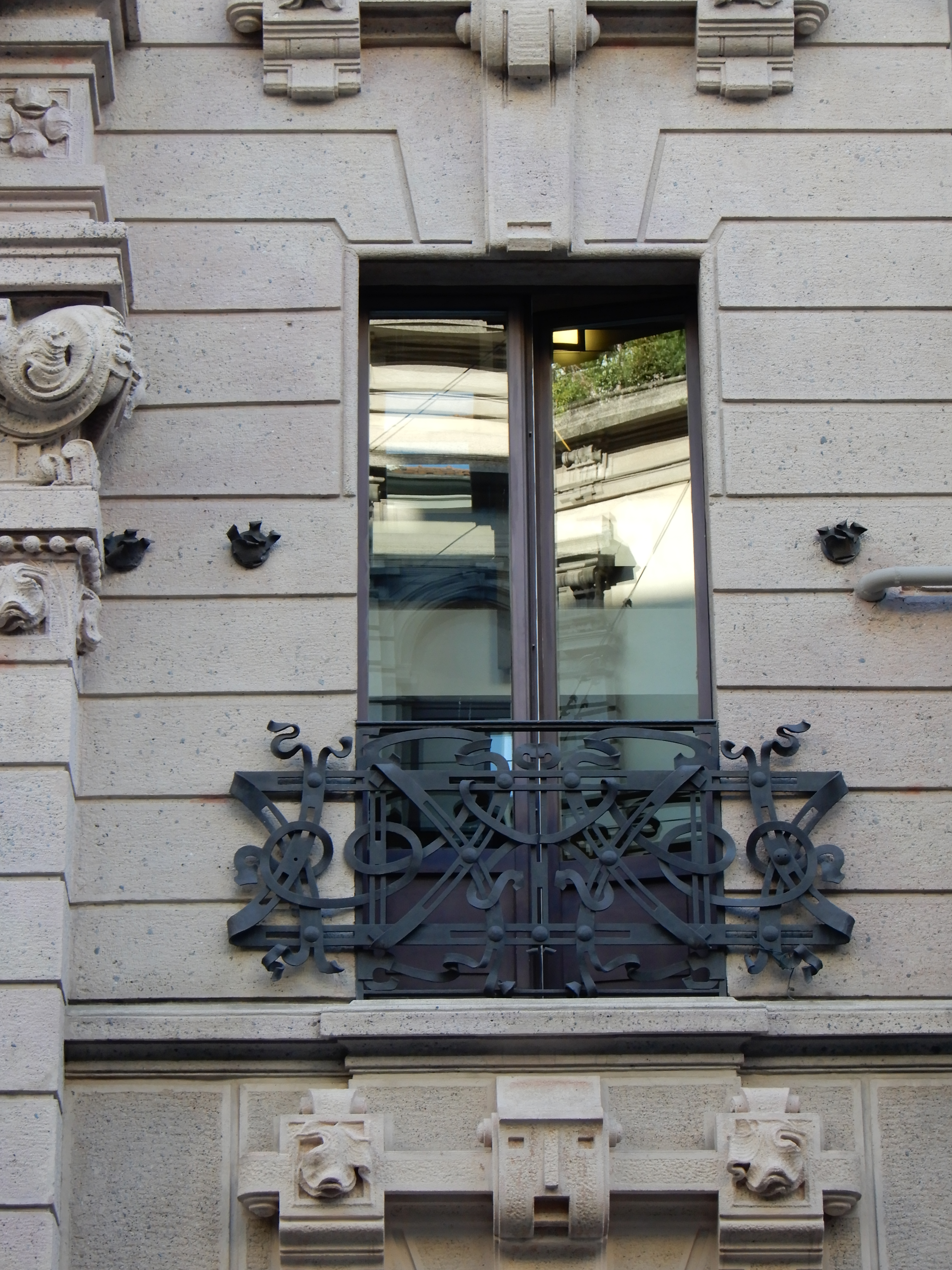
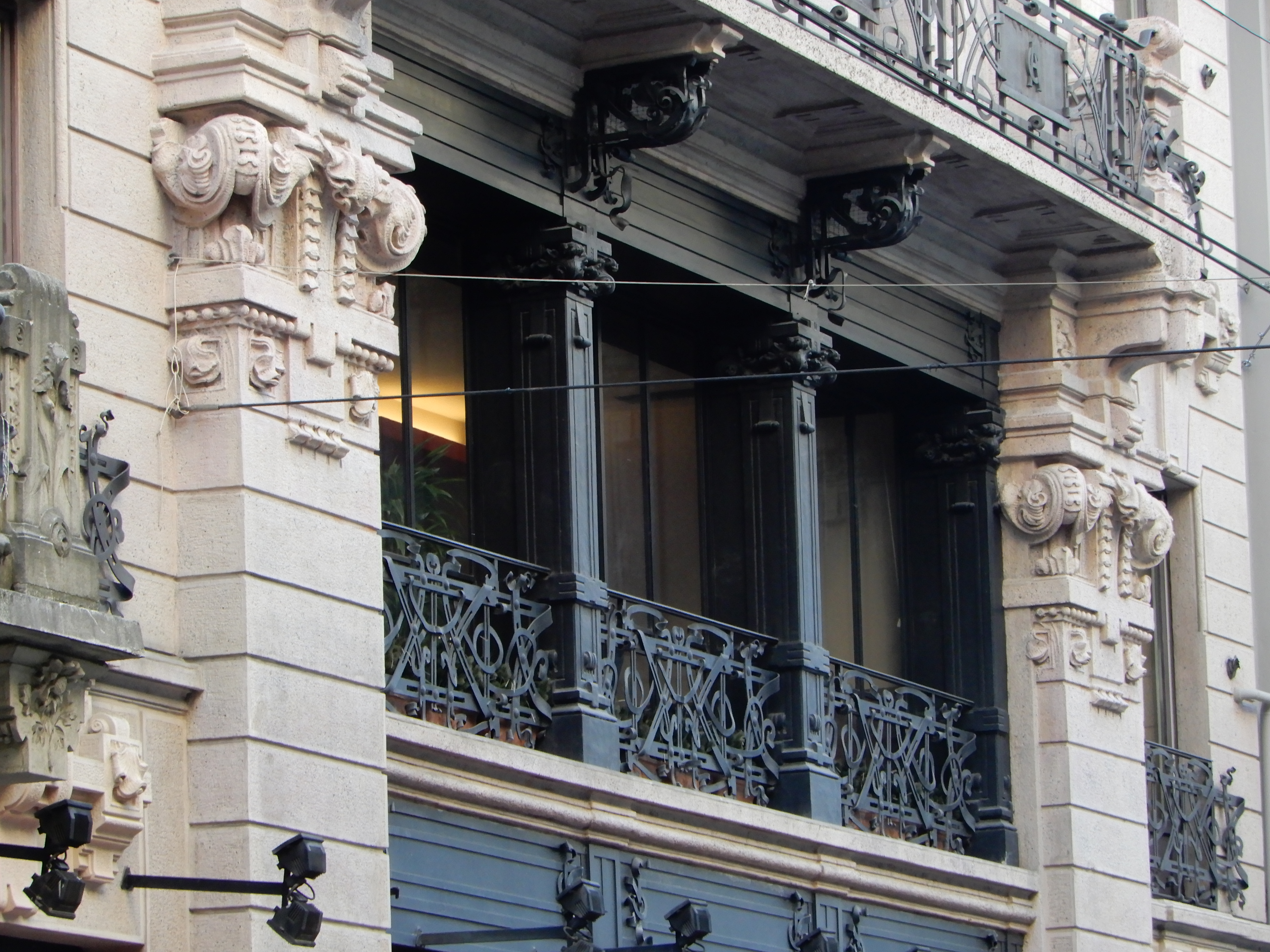